# Efígie da República

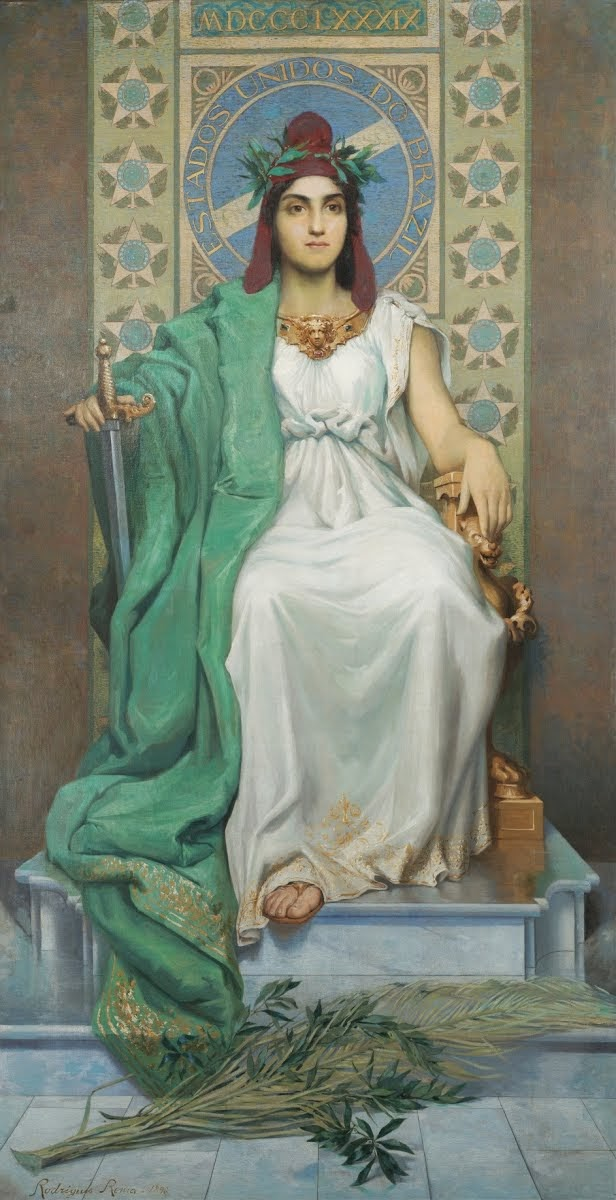
La República, pintura alegórica de la República de Brasil, obra de Manoel Lopes Rodrigues, 1896.

La Efígie da República (en español: Efigie de la República) es la personificación nacional de las repúblicas de Brasil y Portugal. Son básicamente dos alegorías de las Repúblicas de dos países que comparten lengua común (el portugués) y que además, comparten algo que las hace muy similares; las dos están inspiradas en la alegoría de la República de Francia: Marianne. 

## Brasil
La efigie es una representación de una mujer joven con una corona de laurel sobre un gorro frigio. Está presente en pinturas alegóricas y esculturas que se reparten en edificios gubernamentales por todo Brasil y también en reales brasileños, tanto en monedas como en billetes. Fue usado en primer lugar como icono pro-republicano en el siglo XIX inspirado en la francesa Marianne. Tras la proclamación de la República en  1889 se convirtió en un importante símbolo de la recién fundada República.

## Portugal

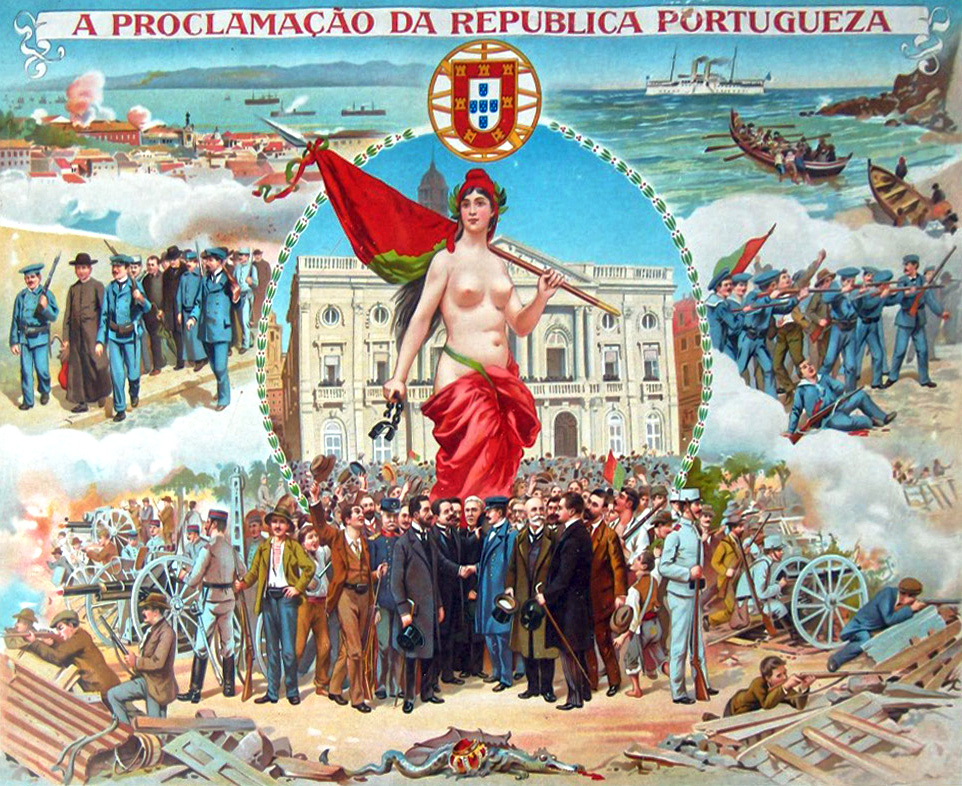
Efigie de la República de Portugal.

La Efígie da República es representada como una mujer con un gorro frigio, representada de forma muy similar a la alegoría de la Libertad en el famoso cuadro de Eugène Delacroix La Libertad guiando al pueblo. Como distinción la alegoría de la República portuguesa viste con ropajes de color verde y rojo, colores de la bandera de Portugal.
Fue adoptada como símbolo oficial tras la Revolución del 5 de octubre de 1910, cuando se proclamó la República en el país. Antes de eso, fue usado como símbolo político de los republicanos portugueses. Más tarde, la escultura de Simões de Almeida representando el Busto da República se convirtió en la imagen "estándar" para su uso oficial". En Portugal debe haber una copia del busto de la República de Almeida en un lugar significativo en todos los edificios público. Estaba también presente hasta hace poco en las monedas de escudos portugueses. Fue considerado por el nuevo régimen republicano como un símbolo nacional, junto al escudo y banderas nacionales.
Aunque la intención original de la Efígie da República era convertirse en la personificación de la propia nación portuguesa, nunca consiguió la suficiente popularidad para ese cometido. Normalmente se la ve como la personificación de la República como régimen y no como un símbolo nacional. Aunque fue frecuente su uso en la primera mitad del siglo XX su uso hoy en día es escaso.

## Galería

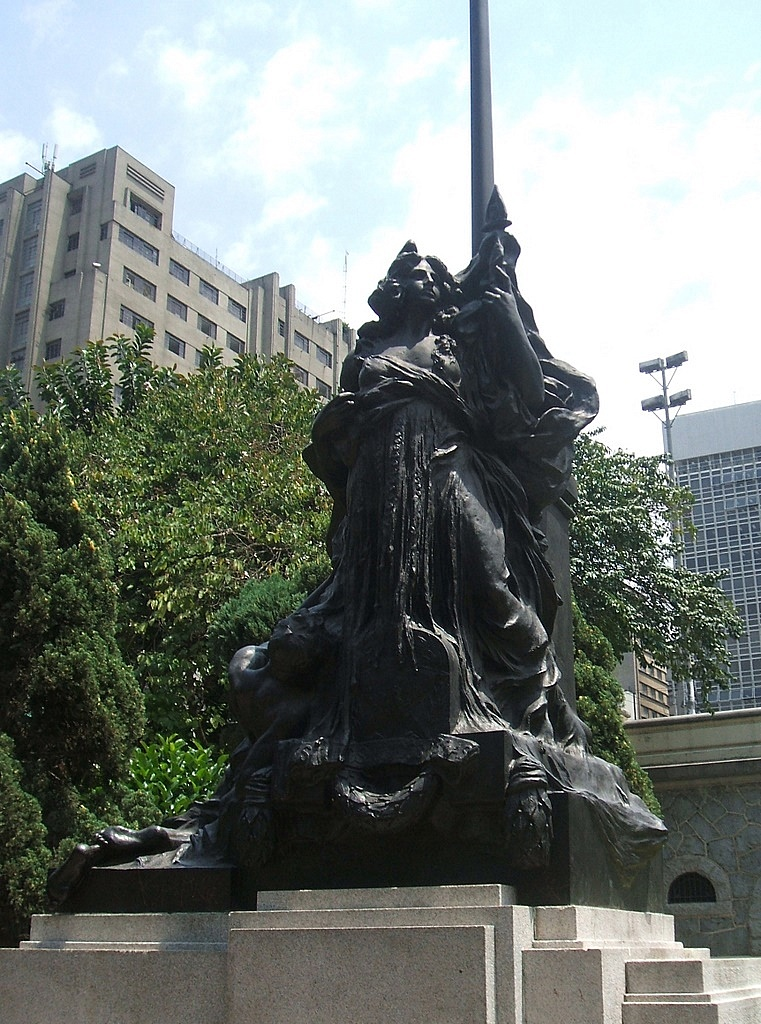
Monumento a Carlos Gomes, donde aparece la República de Brasil.
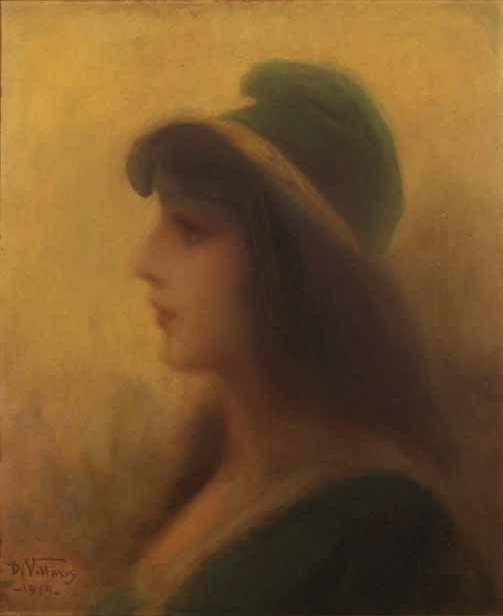
Perfil de la alegoría de la República de Brasil.
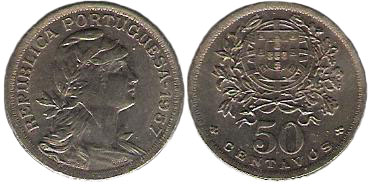
Efigie de la República Portuguesa en una moneda de 50 centavos (1912-1968).
La República portuguesa.
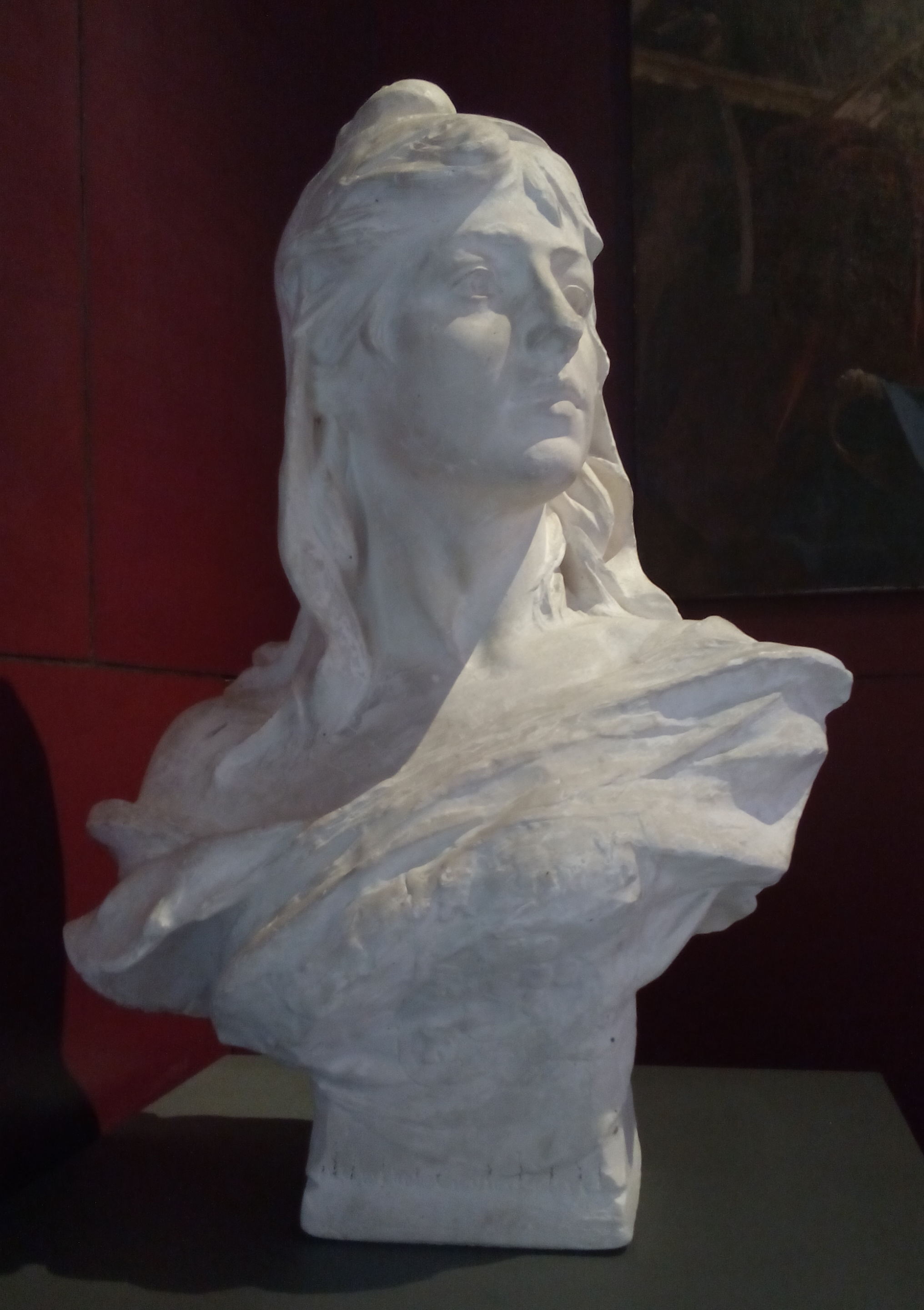
Busto "estándar" de José Simões de Almeida de la República portuguesa.